# سیارک ۲۱۴۳
سیارک ۲۱۴۳ (به انگلیسی: 2143 Jimarnold، نامگذاری:1973SA) دو هزار و صد و چهل و سومین سیارک کشف شده‌است که در ۲۶ سپتامبر ۱۹۷۳ کشف شد.
قدر مطلق سیارک برابر ۱۴٫۳۰ است.